# رجل دلهي السعدان

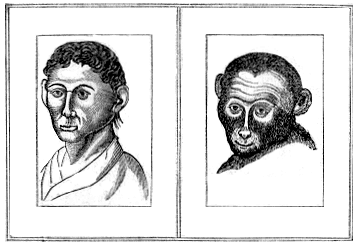
رسم تجسيدي لكالا بندر

رجل دلهي السعدان (بالإنجليزية: Monkey-man of Delhi)‏ والملقب بـ«كالا بندر» هو وحش ورد أنه كان يجوب دلهي في منتصف عام 2001. تم وصف الحادث بأكمله كمثال هندي للهستيريا الجماعية.

## التاريخ
في مايو 2001، بدأت التقارير تنتشر في العاصمة الهندية نيودلهي بأن هناك مخلوق غريب يشبه القرد كان يظهر في الليل ويهاجم الناس. وكانت روايات شهود العيان متضاربة، لكنها تميل إلى وصف المخلوق بطول أربعة أقدام (120 سم)، وأفاد العديد من الناس أنهم تعرضوا للخدش من قبله.

## روابط خارجية
- Sanal Edamaruku's first hand report on Monkey man
- To catch the phantom - Anita Joshua's article in The Hindu
- Strangemag story
- Verma SK, Srivastava DK. A study on mass hysteria (monkey men?) victims in East Delhi. Indian J Med Sci 2003;57:355-60